# El Secreto (Donna Tartt)
El Secreto es la primera novela de la autora estadounidense Donna Tartt. Fue publicada por Alfred A. Knopf en septiembre de 1992. Ambientada en Nueva Inglaterra, la novela cuenta la historia de un grupo muy unido de seis estudiantes de clásicos en la universidad de Hampden, una pequeña universidad elitista de artes liberales ubicada en Vermont y con sede en Bennington College, donde Tartt fue estudiante entre 1982 y 1986.
El Secreto es, según Tartt, una historia de detectives invertida. La historia es narrada por uno de los seis estudiantes, Richard Papen, quien reflexiona años después sobre los hechos que culminaron en el asesinato de su amigo Edmund "Bunny" Corcoran. En el libro, los eventos que condujeron al asesinato se revelan secuencialmente. La novela explora las circunstancias y las consecuencias que la muerte de Bunny tuvo sobre su grupo de amigos.
La novela se titulaba originalmente en  El dios de las ilusiones, y su primera edición de tapa dura fue diseñada por el aclamado diseñador gráfico neoyorkino, Chip Kidd, y por Barbara de Wilde. Se hizo un pedido de 75.000 copias para la primera edición (a diferencia del pedido habitual de 10.000 para una novela debut ) y el libro se convirtió en un bestseller. Desde entonces, el libro ha sido acreditado por popularizar el subgénero literario de dark academia.
En 2025 se prohibió la distribución de la novela en Bielorrusia.

## Sinopsis
En 1983, Richard Papen deja su ciudad natal: Plano, California, para estudiar griego antiguo en la Hampden College, en Vermont.
A pesar de que Richard es aceptado por sus compañeros, descubre que no puede inscribirse en las clases del profesor de estudios clásicos (Julian Morrow), ya que este limita los inscriptos a un pequeño grupo de cinco estudiantes. Estos son los encantadores pero reservados mellizos Charles y Camilla Macaulay; Francis Abernathy, cuya apartada casa de campo se convierte en un santuario para el grupo; Henry Winter, un prodigio intelectual de padres adinerados y apasionado por el Canon Pali, Homero y Platón; y Edmund "Bunny" Corcoran, un bromista intolerante que descaradamente se aprovecha de sus amigos. Después de que Richard los ayuda con una traducción, le dan consejos sobre cómo ganarse el cariño de Julian. Eventualmente, Richard es aceptado en las clases de Julian y se convierte en un miembro del grupo.
Henry parece tener una amistad tensa con Bunny, pero aun así pasan las vacaciones de invierno juntos en Roma, mientras que Richard acepta un trabajo mal pagado y pasa las vacaciones de invierno en una casa sin calefacción. Casi muere de hipotermia y neumonía, pero Henry, quien regresa prematuramente de Italia tras discutir con Bunny, lo rescata y lo interna en un hospital.
A medida que 1983 llega a 1984, las tensiones entre Bunny y el grupo empeoran. Richard descubre una escalofriante verdad. Durante una bacanal de la que tanto Richard como Bunny fueron excluidos, Henry mató accidentalmente a un granjero cerca de la finca de Francis. Bunny descubre la verdad y chantajea, desde entonces, al grupo. Temiendo que su secreto sea expuesto, los amigos deciden matar a Bunny. Es empujado por un barranco por Henry, lo cual produce su muerte.
El grupo, intentando mostrarse como inocente, se une a grupos de búsqueda de Bunny e incluso asiste a su funeral. Richard averigua, gracias a Camilla, que cuando mataron al granjero, le abrieron el estómago, lo que sugiere que no fue un accidente en absoluto.
Poco después, Charles comienza a caer en problemas de alcoholismo y se vuelve abusivo con su hermana. Henry interviene y consigue que Camilla se mude a un hotel para alejarse de Charles. Francis le dice a Richard que los mellizos han tenido relaciones incestuosas y que él mismo se ha acostado con Charles en varias ocasiones. Francis también admite que sufre ataques de pánico.
Julian finalmente recibe una carta de Bunny que detalla el asesinato de la bacanal y su temor de que Henry lo mate. A pesar de inicialmente creer que no es más que un engaño, luego se da cuenta de que es una carta verídica. En lugar de denunciar el crimen a las autoridades, Julian le entrega la carta a Henry y abandona su puesto como maestro en la universidad. Henry se decepciona profundamente, ya que considera que es un acto de cobardía que no concuerda con los elogios de Julian ante las virtudes griegas y romanas.
Henry comienza a vivir con Camilla, lo que acaba de llevar a Charles, quien es muy celoso de su hermana, al alcoholismo. Cuando Charles es arrestado por conducir ebrio en el auto de Henry, él teme que Charles le revele todos los secretos a la policía, mientras que Charles teme ser asesinado por Henry. Posteriormente, Charles irrumpe en la habitación de hotel de Camilla y Henry e intenta dispararle a Henry. Accidentalmente, Charles le dispara a Richard en el abdomen. El gerente del establecimiento, al oír el alboroto, entra a la fuerza a la habitación. Para proteger al resto del grupo y mantener ocultos sus secretos, Henry le da un beso de despedida a Camilla, le susurra algo al oído y se suicida. El informe policial concluye que Henry le disparó accidentalmente a Richard cuando este intentó evitar su suicidio.
Tras la muerte de Henry, el grupo se desintegra. Francis, que ahora vive en Boston, intenta suicidarse y, a pesar de ser homosexual, es obligado por su abuelo a casarse con una mujer. Charles huye de su rehabilitación a Texas con una mujer casada y se aleja de Camilla, quien, al estar cuidando sola de su abuela, se aísla de todos cada vez más. Richard, después de recuperarse de sus heridas, se convierte en un académico solitario con un amor no correspondido por Camilla. Él ve la muerte de Henry como un corte a la cuerda que los unía, dejándolos a todos a la deriva.
La novela termina en 1992, cuando Richard tiene un sueño en el cual se encuentra con Henry en un museo ubicado en una ciudad desolada. Richard le pregunta: "¿Eres feliz aquí?". Antes de irse, Henry responde: "No demasiado. Pero tú tampoco eres muy feliz donde estás".

## Temas
Según Michiko Kakutani, algunos aspectos de la novela reflejan el modelo apolíneo y dionisíaco de Nietzsche en El nacimiento de la tragedia. Kakutani dijo en el New York Times "en The Secret History, la Sra. Tartt logra hacer [...] que eventos melodramáticos y extraños (que involucran ritos dionisíacos e insinuaciones del poder satánico) parezcan completamente posibles". Debido a que la autora muestra el asesinato y a sus responsables desde el inicio del libro, el crítico AO Scott lo calificó como "un misterio de asesinato a la inversa". En 2013, John Mullan escribió un ensayo para The Guardian titulado "Diez razones por las que amamos El Secreto de Donna Tartt", que incluye "Comienza con un asesinato", "Su amor por la antigua Grecia", "Está lleno de citas" y "Su obsesión con la belleza".

## Adaptaciones cinematográficas planificadas y canceladas
A pesar de que distintos directores trataron de llevar la novela a una película o a una serie de televisión, ningún intento fue exitoso. 
El productor Alan J. Pakula adquirió por primera vez los derechos cinematográficos cuando se publicó el libro en 1992, con un guion adaptado por los escritores Joan Didion y John Gregory Dunne. La adaptación iba a comenzar a fines de 1998 (se rumoreaba que el director Scott Hicks había sido contratado) cuando un accidente automovilístico que produjo la muerte de Pakula impidió que el proyecto se concretara.
La publicación en 2002 de la segunda novela de Tartt, El pequeño amigo, provocó un resurgimiento del interés por El Secreto. Se hablaba entonces de una nueva adaptación que sería dirigida por los hermanos Jake y Gwyneth Paltrow, quienes también querían interpretar a los mellizos Charles y Camilla Macaulay respectivamente. La muerte del padre de los hermanos, Bruce Paltrow, en octubre de ese año, provocó que el proyecto se archivara nuevamente y los derechos se restituyeron a Tartt.
En 2013, tras la publicación de la tercera novela de Tartt, El jilguero, se reavivó el interés de adaptar la novela nuevamente. Esta vez, se trataría de una serie de televisión liderada por los compañeros de la universidad de Tartt Melissa Rosenberg y Bret Easton Ellis (Ellis es el co-dedicado de la novela). Este intento también fracasó, debido a que Rosenberg y Ellis no lograran encontrar una plataforma de transmisión que se interesara en el proyecto.
El descontento de Tartt con la versión cinematográfica de El jilguero de 2019 produjo que se especule que ella ya no permitirá que se adapten cinematográficamente sus novelas.